# Muron
Muron is een gemeente in het Franse departement Charente-Maritime (regio Nouvelle-Aquitaine). De plaats maakt deel uit van het arrondissement Rochefort. Muron telde op 1 januari 2022 1.357 inwoners.

## Geografie
De oppervlakte van Muron bedroeg op 1 januari 2022 39,06 vierkante kilometer; de bevolkingsdichtheid was toen 34,7 inwoners per km².
De onderstaande kaart toont de ligging van Muron met de belangrijkste infrastructuur en aangrenzende gemeenten.

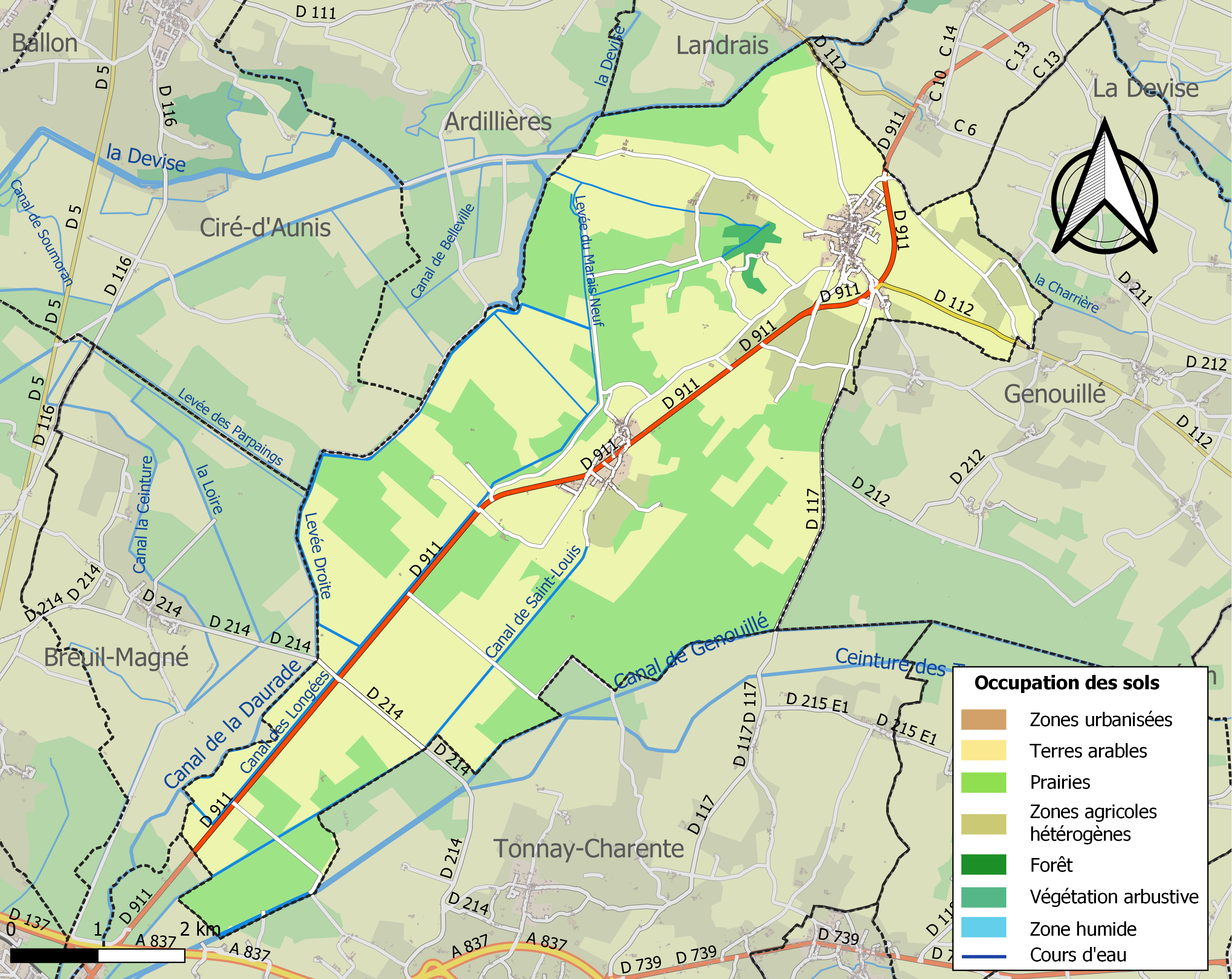

## Demografie
Onderstaande figuur toont het verloop van het inwonertal (bron: INSEE-tellingen).